# 赵秀英 (1945年)
赵秀英（1945年—），女，汉族、山东乳山人，中华人民共和国政治人物，曾任云南省妇女联合会主席，第九、十届全国政协委员。